# Радченко Сергій Іванович
Сергі́й Іва́нович Ра́дченко (* 17 жовтня 1880, Конотоп — 1942) — вчений-гігієніст родом з Конотопа на Чернігівщині (нині — Сумщина).

## З життєпису
1907 року закінчив медичний факультет Київського університету, з 1924 асистент, з 1929 — керівник кафедри соц. гігієни Київського медичного інституту.
Праці присвячені історії земської медицини, питанням охорони здоров'я та санітарної освіти.